# Lina Wertmüller
Arcangela Felice Assunta Wertmüller von Elgg Spañol von Braueich, coneguda amb el nom de   Lina Wertmüller    (Roma, 14 d'agost de 1928 - Roma, 9 de desembre de 2021) fou una guionista i directora de cinema italiana d'origen suís.

## Biografia
Lina Wertmüller era filla d'un advocat romà. Nena rebel, esdevé professora abans de llançar-se a una carrera artística. És una de les ajudants de Federico Fellini en la pel·lícula Fellini 8 ½. El 1963, realitza la seva primera pel·lícula, I Basilischi, una obra d'inspiració neorealista. Presentada al festival de Locarno, I Basilischi rep el trofeu de la Nacelle d'Argent.
És la pel·lícula Mimi métallo blessé dans son honeur, presentada l'any 1972, la que dona a conèixer verdaderament Wertmüller al gran públic. Provocant la sàtira dels costums sicilians, la pel·lícula té com a estrella Giancarlo Giannini (que esdevindrà el seu actor fetitxe) i Mariangela Melato. Wertmüller continua en la mateixa vena, i amb el mateix duo, amb Un Film d'amour i d'anarchie, sàtira de la Itàlia feixista que suposa a Giancarlo Giannini rebre el premi d'interpretació masculina al Festival de Canes l'any 1973.
L'any següent, Wertmüller presenta una de les seves pel·lícules més cèlebres, Vers un destin insolite, sur les flots bleus de l'été, una comèdia satírica en què es voreja la guerra de sexes i la lluita de classes. A continuació, ataca l'univers concentracionari amb Pasqualino (Pasqualino Settebellezze). El 1977, aquesta última pel·lícula és nominada quatre vegades als Oscars i permet a Wertmüller esdevenir la primera dona a ser nominada a l'Oscar al millor director.
El 1978, realitza la seva única pel·lícula en anglès, A night full of rain, protagonitzada també Giancarlo Giannini, aquesta vegada flanquejat per Candice Bergen. La pel·lícula no té el mateix impacte que les obres precedents.
Després D'amor i de sang l'any 1978, s'allunya del cinema, i no realitza més que un documental per a la televisió, E una domenica sera di novembre, l'any 1981. Torna al cinema el 1983 amb Scherzo del destino in agguato dietro l'angolo come un brigante da strada, una comèdia en què coescriu el guió amb Agenore Incrocci i és protagonitzada per Ugo Tognazzi. El 1985, dirigeix la seva única obra dramàtica, Un complicato intrigo di donne, vicoli e delitti, drama social que tracta dels estralls causats per la màfia.
El 1987, fou filmada pel cineasta francès Gérard Courant per a la seva antologia cinematogràfica Cinématon.
Tot seguit, continua rodant prou regularment, treballant de vegades per a la televisió i proposant sempre pel·lícules que incorporen humor i crítica social.

## Filmografia[6]

### Com a directora
- Els basiliscos (1963)
- Questa volta parliamo di uomini (1965)
- Rita la zanzara (1966)
- Non stuzzicate la zanzara (1967)
- Il mio corpo per un poker, amb Piero Cristofani (1968)
- Mimì metallurgico ferito nell'onore (1972)
- Film d'amore e d'anarchia - Ovvero "Stamattina alle 10 in via dei Fiori nella nota casa di tolleranza..." (1973)
- Tutto a posto e niente in ordine (1974)
- Travolti da un insolito destino nell'azzurro mare d'agosto (1974)
- Pasqualino Settebellezze (1975)
- La fine del mondo nel nostro solito letto in una notte piena di pioggia (1978)
- Fatto di sangue fra due uomini per causa di una vedova. Si sospettano moventi politici (1978)
- Scherzo del destino in agguato dietro l'angolo come un brigante da strada (1983)
- Sotto.. sotto.. strapazzato da anomala passione (1984)
- Un complicato intrigo di donne, vicoli e delitti (1985)
- Notte d'estate con profilo greco, occhi a mandorla e odore di basilico (1986)
- Roma imago urbis (1987) - documental col·lectiu
- In una notte di chiaro di luna (1988)
- Bari, episodi del documental 12 registi per 12 città (1989)
- Io speriamo che me la cavo (1992)
- Ninfa plebea (1996)
- Metalmeccanico e parrucchiera in un turbine di sesso e politica (1996)
- Ferdinando e Carolina (1999)
- Peperoni ripieni e pesci in faccia (2004)

### Com a guionista
- 1963: I Basilischi
- 1965: Questa volta parliamo di uomini
- 1970: Città violenta
- 1972: Mimì metallurgico ferito nell'onore
- 1989: Il Decimo clandestino (TV)
- 1990: Sabato, domenica e lunedì (TV)
- 1992: Io speriamo che me la cavo
- 1996: Metalmeccanico e parrucchiera in un turbine di sesso e di politica
- 1996: Ninfa plebea
- 1999: Ferdinando e Carolina
- 2004: Peperoni ripieni e pesci in faccia
- 2009: Mannaggia alla miseria